# Pietro Rabbia
Pietro Rabbia (Cogoleto, 24 luglio 1877 – Torino, 1948) è stato un ceramista italiano.

## Biografia
Entra in giovane età nella fabbrica di ceramiche d'arte "Quaglino e Poggi" di Albissola Marina, ove impara la decorazione della ceramica dallo stesso Luigi Quaglino.
Tra fine Ottocento e inizi Novecento si perfeziona realizzando i tipici modelli tradizionali albisolesi.
Tra il 1907 e il 1908 lavora presso la "Società Ceramica Arte" ad Alassio, alle dipendenze di Giovanni Pardi.
Nel 1909 è assunto dalla fabbrica albisolese Piccone, ottenendo in seguito l'abilitazione di maestro di disegno all'Accademia di Belle Arti di Genova e ricoprendo il ruolo di direttore artistico della stessa fabbrica Piccone, dal 1909 al 1918.
Dal 1919 inizia a collaborare con la Giuseppe Mazzotti Manifattura Ceramiche e dal 1922 al 1932 è chiamato a sostituire Manlio Trucco nella direzione de "La Casa dell'Arte" di proprietà di Giuseppe Agnino e dei fratelli Giulio e Angelo Barile.